# Kathleen Freeman
Kathleen Freeman (ur. 17 lutego 1919 w Chicago, zm. 23 sierpnia 2001 w Nowym Jorku) – amerykańska aktorka filmowa, telewizyjna, teatralna oraz głosowa znana z charakterystycznych ról komediowych.

## Kariera
Aktorka znana szerokiej publiczności przede wszystkim z ról komediowych; m.in. jako matka Rocco Dillona w zwariowanej komedii Naga broń 33⅓: Ostateczna zniewaga (1994) z Lesliem Nielsenem w roli głównej czy jako siostra zakonna Mary Stigmata w kultowej komedii muzycznej Blues Brothers (1980). W filmach pojawiała się regularnie już od końca lat 40. W początkach kariery wystąpiła w epizodycznych rolach w tak słynnych filmach jak: Miejsce pod słońcem (1951), Największe widowisko świata (1952), Deszczowa piosenka (1952) czy Słomiany wdowiec (1955). W latach 1961–70 zagrała w 9 komediach z udziałem komika Jerry’ego Lewisa (m.in. Zwariowany profesor (1963)). Wielokrotnie występowała gościnnie w popularnych serialach telewizyjnych oraz udzielała się jako aktorka głosowa. Użyczyła głosu monstrualnie otyłej teściowej Ala Bundy’ego w sitcomie Świat według Bundych (1987–1997).

## Życie prywatne
Aktorka nigdy nie wyszła za mąż i nie miała dzieci. Prawdopodobnie była osobą homoseksualną choć amerykańskie media nigdy tego oficjalnie nie potwierdziły.
Zmarła na raka płuc w szpitalu w Nowym Jorku, 23 sierpnia 2001 roku. Pomimo postępującej choroby pozostawała aktywna zawodowo niemal do ostatnich dni życia. Jej prochy spoczęły na Hollywood Forever Cemetery w Los Angeles.

## Filmografia
Filmy:

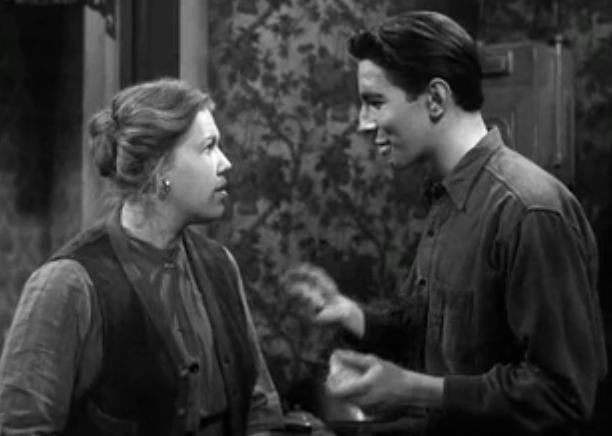
Kathleen Freeman i Leonard Nimoy (1952)

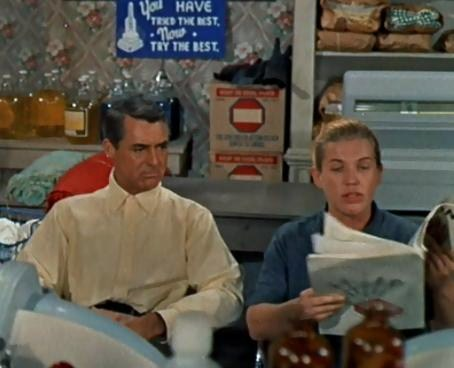
Kathleen Freeman i Cary Grant w scenie z filmu Dom na łodzi (1958)

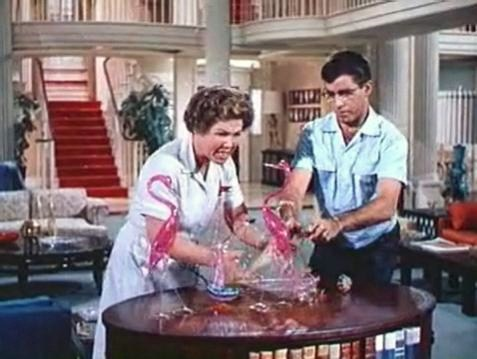
Kathleen Freeman i Jerry Lewis w komedii Kochaś (1961)

- Nagie miasto (1948) jako kobieta w tramwaju
- Dom nad rzeką (1950) jako Effie Ferguson, gość na przyjęciu
- Miejsce pod słońcem (1951) jako pracownica fabryki, świadek oskarżenia
- O. Henry przy pełnej widowni (1952) jako pani Dorset
- Więzień Zendy (1952) jako Gertrud Holf
- Największe widowisko świata (1952) jako widz
- Małpia kuracja (1952) jako pani Brannigan, sąsiadka
- Deszczowa piosenka (1952) jako Phoebe Dinsmore, trenerka dykcji Liny
- Piękny i zły (1952) jako panna March
- Żona moich marzeń (1953) jako pokojówka
- Daleki kraj (1954) jako Grits
- Athena (1954) jako panna Seely
- Artyści i modele (1955) jako pani Muldon
- Słomiany wdowiec (1955) jako kobieta w wegetariańskiej restauracji
- Urlop na lądzie (1957) jako siostra Wilinski
- Dom na łodzi (1958) jako plotkara w pralni samoobsługowej
- Mucha (1958) jako Emma
- Korsarz (1958) jako Tina
- Złoto Alaski (1960) jako Lena Nordquist
- Kochaś (1961) jako Katie
- Chłopak na posyłki (1961) jako pani Helen Paramutual/pani T.P.
- Zwariowany profesor (1963) jako Millie Lemmon
- Oferma (1964) jako Katie
- Wesoły sanitariusz (1964) jako pielęgniarka Maggie Higgins
- Małżeństwo na rozdrożu (1965) jako panna Blight
- Szalony koń (1965) jako Agatha Moore
- Zbieg z Alcatraz (1967) jako pierwsza obywatelka
- Szpiedzy w helikopterze (1968) jako matka
- Dobrzy chłopcy i źli chłopcy (1969) jako pani Stone
- Popierajcie swego szeryfa (1969) jako pani Danvers
- Śmierć rewolwerowca (1969) jako Mary Elizabeth
- Ballada o Cable’u Hogue’u (1970) jako pani Jensen
- Myra Breckinridge (1970) jako Bobby Dean Loner
- Przepraszam, którędy na front? (1970) jako matka Brendana
- Popierajcie swego rewolwerowca (1971) jako pani Martha Perkins
- Żądło (1973) jako żona Kida Twista
- Najsilniejszy mężczyzna na świecie (1975) jako oficer Hurley
- Blues Brothers (1980) jako s. Mary Stigmata „Pingwinica”
- Serce robota (1981) jako pilot helikoptera
- Sklep bikini (1986) jako Loraine Bender
- Najlepsze czasy (1986) jako Rosie
- Dziennik sierżanta Fridaya (1987) jako Enid Borden
- Interkosmos (1987) jako marząca kobieta
- Nastoletni wilkołak 2 (1987) jako kobieta we wstępie
- Niewłaściwi faceci (1988) jako matka Grunskich
- Wszystko jest możliwe (1989) jako pani Handy
- Przygody małego Nemo w krainie snów (1989) – nauczyciel tańca (głos)
- Gremliny 2 (1990) jako kucharka zaatakowana przez gremliny
- Do szaleństwa (1991) jako Gritzi
- Dolina paproci (1992) – staruszka (głos)
- Niezniszczalny Kelly (1993) jako pani Delance
- Hokus pokus (1993) jako panna Olin
- Naga broń 33⅓: Ostateczna zniewaga (1994) jako Muriel Dillon, matka Rocco
- Herkules (1997) – gruba kobieta (głos)
- Przyjadę do domu na święta (1998) jako Gloria
- Gwiazdkowe życzenie Richiego Richa (1998) jako panna Peabody
- Blues Brothers 2000 (1998) jako s. Mary Stigmata „Pingwinica”
- Siedem narzeczonych (1999) jako pani Hargrove
- Kibice do dzieła! (2000) jako Jane King
- Gruby i chudszy 2: Rodzina Klumpów (2000) jako wścibska sąsiadka Denise
- Shrek (2001) – stara kobieta (głos)
- Joe Dirt (2001) jako matka Joego

Seriale TV:
- Szpital miejski (od 1963) jako siostra Mary Dorothy (w odcinkach z 1991)
- Spotkanie z Alfredem Hitchcockiem (1962–1965) jako pani McCleod/Angela Morrow (gościnnie, 1963 i 1965)
- Bonanza (1959–1973) jako panna Hibbs/Ma Brinker (gościnnie, 1967 i 1970)
- Ed, koń, który mówi (1961–1966) jako Katie (gościnnie, 1962)
- I Dream of Jeannie (1965–1970) jako Sally/Maw (gościnnie, 1967 i 1968)
- Batman (1966–1968) jako Rosetta Stone (gościnnie, 1968)
- Ironside (1967–1975) jako Helga (gościnnie, 1967)
- Kojak (1973–1978) jako Ma Wonderly (gościnnie, 1977)
- Sierżant Anderson (1974–1978) jako gospodyni (gościnnie, 1978)
- Złotka (1985–1992) jako matka przełożona (gościnnie, 1991)
- Dzieciaki, kłopoty i my (1985–1992) jako  Madge/Estelle/Sophie (gościnnie w 5 odcinkach)
- MacGyver (1985–1992) jako Rose Magruta (gościnnie, 1991)
- Prawnicy z Miasta Aniołów (1986–1994) jako Joan Ackerman (gościnnie, 1989)
- Alf (1986–1990) jako Betty Susla (gościnnie, 1988)
- Matlock (1986–1995) jako Lucy Lewis (gościnnie, 1991)
- Nie z tego świata (1987–1991) jako pani Ogilvy (gościnnie, 1991)
- Świat według Bundych (1987–1997) jako matka Peggy (tylko głos, jej postać nigdy nie pojawia się na ekranie)
- Murphy Brown (1988–1998) jako pani Caldwell (gościnnie, 1988)
- Roseanne (1988–1997) jako Edna (gościnnie, 1996)
- Świat pana trenera (1989–1997) jako Magda (gościnnie, 1997)
- Opowieści z krypty (1989–1996) jako pani Parker (gościnnie, 1991)
- Doogie Howser, lekarz medycyny (1989–1993) jako pani Mickling (gościnnie, 1992)
- Tata major (1989-93) jako Edna (gościnnie, 1992)
- Beverly Hills, 90210 (1990–2000) jako sprzedawczyni w lombardzie (gościnnie, 1991)
- Pan Złota Rączka (1991–1999) jako Gwen (gościnnie, 1998)
- Renegat (1992–1997) jako matka Felipe (gościnnie, 1995)
- Melrose Place (1992–1999) jako Madge (gościnnie, 1996)
- Świat według Dave’a (1993–1997) jako kelnerka (gościnnie, 1996)
- Prawdziwe przygody Jonny’ego Questa (1996–1997) – pani Evans (głos; gościnnie, 1996)
- Krowa i Kurczak (1997–1999) – Greta (głos; gościnnie, 1998)
- Ich pięcioro (1994–2000) jako Mona (gościnnie, 1994)
- Karolina w mieście (1995–1999) jako babcia Duffy (gościnnie, 1999)
- Ostry dyżur (1994–2009) jako pacjentka Rhondy (gościnnie, 1996)
- Słodkie zmartwienia (1996–1999) jako Pearl (gościnnie, 1998)
- Kochanie, zmniejszyłem dzieciaki (1997−2000) jako kucharka w domu kultury (gościnnie, 2000)
- Jak pan może, panie doktorze? (1998–2004) jako Edith/Evelyn (gościnnie, 2000)
- Powrót do Providence (1999–2002) jako panna Van Gundy (gościnnie, 1999)
- Słowami Ginger (2000–2006) – pani Gordon (głos)